# Роґаль (Великопольське воєводство)
Роґаль (пол. Rogal) — село в Польщі, у гміні Козьмінек Каліського повіту Великопольського воєводства.
У 1975-1998 роках село належало до Каліського воєводства.